# EE Storey
Emily "Emy" Storey, känd som EE Storey, född 31 mars 1981 i New York, är en amerikansk grafisk formgivare och illustratör. Hon bor numera i Montréal, dit hon flyttade för att studera Design Art vid Concordia University. Storey har designat skivomslag för grupper som Tegan and Sara, Death Cab for Cutie och The Rentals.

## Skivomslag
- 2004: So Jealous (Tegan and Sara)
- 2006: Run All Night (Rachael Cantu)
- 2006: In the Eyes of Strangers (Melissa Ferrick)
- 2007: Things Couldn't Be Better (The Reason)
- 2007: The Inevitable Backlash (Sex for Safety)
- 2007: The Con (Tegan and Sara)
- 2007: The Last Little Life EP (The Rentals)
- 2008: Narrow Stairs (Death Cab for Cutie)
- 2008: Cath... (Death Cab for Cutie)
- 2009: The Open Door EP (Death Cab for Cutie)
- 2009: Sainthood (Tegan and Sara)
- 2011: Codes and Keys (Death Cab for Cutie)
- 2013: Heartthrob (Tegan and Sara)
- 2014: Stay Gold (First Aid Kit)
- 2016: Love You to Death (Tegan and Sara)